# Trượt tuyết băng đồng tại Thế vận hội Mùa đông 2018 - Vòng loại
Dưới đây là các quy tắc xét tư cách tham dự và phân bổ số suất của môn Trượt tuyết băng đồng tại Thế vận hội Mùa đông 2018.

## Quy tắc xét loại

### Số suất
Có tối đa 310 suất dành cho các vận động viên tranh tài tại đại hội. Một quốc gia có tối đa 20 người, tối đa 12 nam và tối đa 12 nữ.

### Chuẩn A
Một vận động viên với số điểm FIS tối đa là 100 ở các nội dung đường dài sẽ được phép thi đấu ở cả hai hoặc một trong hai nội dung: nước rút và đường dài. Một vận động viên với số điểm FIS tối đa là 120 ở các nội dung nước rút sẽ được phép thi đấu ở nội dung nước rút và 10 km cho nữ hoặc 15 km cho nam với điều kiện điểm ở các nội dung đường dài không vượt quá 300 FIS điểm.

### Chuẩn B
Các quốc gia không có vận động viên đạt chuẩn A có thể đăng ký một vận động viên ở bất kỳ giới tính nào ở nội dung nước rút hoặc 10 km tự do của nữ/15 km tự do của nam. Họ phải có tối đa 300 điểm FIS đường dài trước hạn chót vào ngày 22 tháng 1 năm 2018.

### Phân bổ các suất
Suất cơ bản
Mỗi quốc gia sẽ được một nam và một nữ đạt chuẩn B.
Top 300 trên danh sách điểm
Mỗi quốc gia có ít nhất một nam và/hoặc nữ trong top 300 của bất kỳ nội dung nào sẽ được thêm một suất nam và/hoặc nữ cộng với suất cơ bản.
Top 30 trên danh sách điểm
Mỗi quốc gia có ít nhất một nam và/hoặc nữ trong top 30 của bất kỳ nội dung nào sẽ được thêm các suất nam và/hoặc nữ (tối đa là 4).
Các suất còn lại
Các suất còn lại sẽ được trao dựa trên danh sách phân bổ Olympic vào ngày 22 tháng 1 năm 2018. Các suất sẽ được phân phát tới khi đủ 310 suất (tính cả các suất bên trên). Khi một quốc gia đạt tối đá, các vận động viên còn lại của quốc gia đó sẽ không được tính nữa. Danh sách là một bảng gồm 500 vận động viên hàng đầu ở cả đường dài và nước rút.
Một vận động viên chỉ được tính một lần đối với ba tiêu chí đầu. Ví dụ, một quốc gia chỉ có một vận động viên đáp ứng cả ba tiêu chí thì quốc gia đó vẫn chỉ có một suất, không phải 3.

## Các suất của các quốc gia

### Tổng quan
| Quốc gia                     | Nam | Nữ | Bổ sung | VĐV |
| ---------------------------- | --- | -- | ------- | --- |
| Andorra                      | 1   |    |         | 1   |
| Argentina                    | 1   | 1  |         | 2   |
| Armenia                      | 1   | 1  |         | 2   |
| Úc                           | 2   | 2  | 2       | 6   |
| Áo                           | 2   | 2  | 3       | 7   |
| Belarus                      | 2   | 2  | 5       | 9   |
| Bỉ                           | 1   |    |         | 1   |
| Bermuda                      | 1   |    |         | 1   |
| Bolivia                      | 1   |    |         | 1   |
| Bosna và Hercegovina         | 1   | 1  |         | 2   |
| Brasil                       | 1   | 1  |         | 2   |
| Bulgaria                     | 2   | 1  |         | 3   |
| Canada                       | 2   | 2  | 7       | 11  |
| Chile                        | 1   | 1  |         | 2   |
| Trung Quốc                   | 2   | 2  |         | 4   |
| Colombia                     | 1   |    |         | 1   |
| Croatia                      | 2   | 2  |         | 4   |
| Cộng hòa Séc                 | 2   | 2  | 6       | 10  |
| Đan Mạch                     | 1   |    |         | 1   |
| Ecuador                      | 1   |    |         | 1   |
| Estonia                      | 2   | 2  | 3       | 7   |
| Phần Lan                     | 2   | 2  | 15      | 19  |
| Pháp                         | 2   | 2  | 9       | 13  |
| Đức                          | 2   | 2  | 12      | 16  |
| Anh Quốc                     | 1   | 1  | 2       | 4   |
| Hy Lạp                       | 1   | 1  |         | 2   |
| Hungary                      | 1   | 1  |         | 2   |
| Iceland                      | 2   | 1  |         | 3   |
| Ấn Độ                        | 1   |    |         | 1   |
| Iran                         | 1   | 1  |         | 2   |
| Ireland                      | 1   |    |         | 1   |
| Ý                            | 2   | 2  | 11      | 15  |
| Nhật Bản                     | 1   | 1  |         | 2   |
| Kazakhstan                   | 2   | 2  | 3       | 7   |
| Kyrgyzstan                   | 1   |    |         | 1   |
| Latvia                       | 1   | 2  |         | 3   |
| Liban                        | 1   |    |         | 1   |
| Liechtenstein                | 1   |    |         | 1   |
| Litva                        | 2   | 1  |         | 3   |
| Macedonia                    | 1   | 1  |         | 2   |
| México                       | 1   |    |         | 1   |
| Moldova                      | 1   |    |         | 1   |
| Mông Cổ                      | 1   | 1  |         | 2   |
| Montenegro                   |     | 1  |         | 1   |
| Maroc                        | 1   |    |         | 1   |
| CHDCND Triều Tiên1           | 2   | 1  |         | 3   |
| Na Uy                        | 2   | 2  | 16      | 20  |
| Pakistan                     | 1   |    |         | 1   |
| Ba Lan                       | 2   | 2  | 3       | 7   |
| Bồ Đào Nha                   | 1   |    |         | 1   |
| România                      | 2   | 1  |         | 3   |
| Vận động viên Olympic từ Nga | 2   | 2  | 8       | 12  |
| Serbia                       | 1   |    |         | 1   |
| Slovakia                     | 2   | 2  | 1       | 5   |
| Slovenia                     | 2   | 2  | 4       | 8   |
| Hàn Quốc                     | 2   | 2  |         | 4   |
| Tây Ban Nha                  | 2   |    |         | 2   |
| Thụy Điển                    | 2   | 2  | 16      | 20  |
| Thụy Sĩ                      | 2   | 2  | 9       | 13  |
| Thái Lan                     | 1   | 1  |         | 2   |
| Togo                         |     | 1  |         | 1   |
| Tonga                        | 1   |    |         | 1   |
| Thổ Nhĩ Kỳ                   | 2   | 1  |         | 3   |
| Ukraina                      | 2   | 2  |         | 4   |
| Hoa Kỳ                       | 2   | 2  | 16      | 20  |
| Tổng: 65                     | 93  | 69 | 151     | 313 |

1. ^  IOC quyết định trao suất cho hai nam và một nữ của Bắc Triều Tiên.[3][4]

### Nam
| Tiêu chí              | VĐV/quốc gia | Tổng | Quốc gia |
| --------------------- | ------------ | ---- | --- |
| Top 300, Suất cơ bản  | 2            | 58   | Úc · Áo · Belarus · Bulgaria · Canada · Trung Quốc · Croatia · Cộng hòa Séc · Estonia · Phần Lan · Pháp · Đức · Iceland · Ý · Nhật Bản · Kazakhstan · Litva · Na Uy · Ba Lan · România · Vận động viên Olympic từ Nga · Serbia · Slovakia · Slovenia · Hàn Quốc · Tây Ban Nha · Thụy Điển · Thụy Sĩ · Thổ Nhĩ Kỳ · Ukraina · Hoa Kỳ                                              |
| Suất cơ bản           | 1            | 33   | Andorra · Argentina · Armenia · Bỉ · Bermuda · Bolivia · Bosna và Hercegovina · Brasil · Chile · Colombia · Đan Mạch · Dominica · Ecuador · Anh Quốc · Hy Lạp · Hungary · Ấn Độ · Iran · Ireland · Nhật Bản · Kyrgyzstan · Latvia · Liban · Liechtenstein · Luxembourg · Macedonia · México · Moldova · Mông Cổ · Montenegro · Pakistan · Bồ Đào Nha · Serbia · Thái Lan · Tonga |
| Suất đặc biệt của IOC | 2            | 2    | CHDCND Triều Tiên |
| Tổng                  |              | 93   | |

### Nữ
| Tiêu chí              | VĐV/quốc gia | Tổng | Quốc gia |
| --------------------- | ------------ | ---- | --- |
| Top 300, Suất cơ bản  | 2            | 48   | Úc · Áo · Belarus · Canada · Trung Quốc · Croatia · Cộng hòa Séc · Estonia · Phần Lan · Pháp · Đức · Anh Quốc · Ý · Nhật Bản · Kazakhstan · Latvia · Na Uy · Ba Lan · Vận động viên Olympic từ Nga · Slovakia · Slovenia · Hàn Quốc · Thụy Điển · Thụy Sĩ · Ukraina · Hoa Kỳ |
| Suất cơ bản           | 1            | 22   | Andorra · Argentina · Armenia · Bosna và Hercegovina · Brasil · Bulgaria · Chile · Anh Quốc · Hy Lạp · Hungary · Iceland · Iran · Nhật Bản · Liechtenstein · Litva · Macedonia · Montenegro · Mông Cổ · România · Serbia · Tây Ban Nha · Thái Lan · Togo · Thổ Nhĩ Kỳ        |
| Suất đặc biệt của IOC | 1            | 1    | CHDCND Triều Tiên |
| Tổng                  |              | 70   | |

### Các suất còn lại
| VĐV/quốc gia | Tổng | Quốc gia                           |
| ------------ | ---- | ---------------------------------- |
| 16           | 48   | Na Uy · Thụy Điển · Hoa Kỳ         |
| 15           | 15   | Phần Lan                           |
| 12           | 12   | Đức                                |
| 11           | 11   | Ý                                  |
| 9            | 18   | Pháp · Thụy Sĩ                     |
| 8            | 8    | Vận động viên Olympic từ Nga       |
| 7            | 7    | Canada                             |
| 6            | 6    | Cộng hòa Séc                       |
| 5            | 5    | Belarus                            |
| 4            | 4    | Slovenia                           |
| 3            | 12   | Áo · Estonia · Kazakhstan · Ba Lan |
| 2            | 4    | Úc · Anh Quốc                      |
| 1            | 1    | Nhật Bản · Slovakia                |
| Tổng         | 151  |                                    |

- Đức từ chối 3 suất, Áo và Nhật Bản 1 suất. Các vận động viên Nga sau đó trả lại 8 suất.

### Các quốc gia còn được thêm suất
Có 15 suất được dùng để tái phân bổ. Sau khi tái phân bổ, các vận động viên Nga bỏ đi tám vận động viên. In đậm là các nước nhận suất, gạch ngang là từ chối.
| Các quốc gia còn được thêm suất Estonia · Pháp · Cộng hòa Séc · Slovenia · Canada · Belarus · Hoa Kỳ · Estonia · Pháp · Úc · Cộng hòa Séc · Thụy Sĩ · Hoa Kỳ · Thụy Sĩ · Úc · Thụy Sĩ · Phần Lan · Ý · Kazakhstan · Canada · Cộng hòa Séc · Cộng hòa Séc · Slovakia · Cộng hòa Séc · Estonia · Canada · Belarus · Ba Lan · Ukraina · Estonia · Trung Quốc · Canada · Kazakhstan |